# Melissa Bardin Galsky
Melissa Bardin Galsky (Harrison, 17 gennaio 1972) è una doppiatrice e produttrice televisiva statunitense.

## Carriera
È stata produttrice associata e coordinatrice di talenti per la serie animata Dr. Katz, Professional Therapist. È nota soprattutto per aver interpretato Melissa in Home Movies, trasmesso su UPN e Adult Swim. Ha doppiato personaggi in O'Grady e Hey Monie!. Nel 2007, Galsky ha interpretato il ruolo di Lucy nella serie animata Lucy, the Daughter of the Devil di Adult Swim, sostituendo Jessi Klein dall'episodio pilota e recitando al fianco di H. Jon Benjamin. Nel 2011 ha doppiato Nora Samuels in Bob's Burgers, diventando successivamente coordinatrice della produzione a New York per la serie.

## Filmografia

### Doppiatrice
- Home Movies – serie animata, 52 episodi (1999-2004)
- Hey Monie! – serie animata, 1 episodio (2003)
- O'Grady – serie animata, 19 episodi (2004-2006)
- Lucy, the Daughter of the Devil – serie animata, 11 episodi (2005-2007)
- Bob's Burgers – serie animata, 29 episodi (2011-2019)